# August Krüger (Politiker)
August Krüger (* 22. Januar 1863 in Parchim; † 5. Mai 1929 in Grabow) war ein deutscher Politiker (SPD).

## Leben
Krüger war zunächst Volksschullehrer, später dann als Maurer in Grabow tätig. Von 1914 bis 1918 war er Geschäftsführer des Konsumvereins in Grabow und von 1919 bis zu seinem Tod 1929 Stadtverordneter in Grabow. 1919 wurde er Abgeordneter im Verfassunggebenden Landtag von Mecklenburg-Schwerin. Er gehörte danach auch dem ersten, zweiten und fünften ordentlichen Landtag von Mecklenburg-Schwerin an.